# Хайнрих I (Австрия)
Вижте пояснителната страница за други личности с името Хайнрих I.
Хайнрих I Силни (на немски: Heinrich I, der Starke; † 1018) от род Бабенберги, е от 994 до 1018 г. маркграф на Остарихи (или Маркграфство Австрия, Marcha orientalis, Източната марка).

## Живот
Хайнрих I е най-големият син на Леополд I († 994), първият маркграф на Австрия, и Рихарда фон Ернсте († 994), дъщеря на граф Ернст IV от Суалафелдгау, от фамилията Ернсте.
Хайнрих I наследява баща си като маркграф като резидира в Мелк. По неговото време името Австрия е споменато за пръв път в документ от 1 ноември 996 г. на император Ото III.
През 1014 г. новият император Хайнрих II дарява щедро маркграф Хайнрих I и границата на австрийските владения се мести на изток.
Маркграф Хайнрих Силни предвожда войската на Бавария при походите през 1015 и 1017 г. и печели прозвището си като отблъсква краля на Полша Болеслав I Храбри, нахлул два пъти в Остарихи.
Маркграф Хайнрих умира неочаквано през 1018 г., като според биографа му „умира в бронята си“. Това може би означава смърт в битка или двубой, като явно не оставя пълнолетно потомство и наследник на маркграфството става брат му Адалберт.